# Philoros obscurata
Philoros obscurata là một loài bướm đêm thuộc phân họ Arctiinae, họ Erebidae.